# ウィリアム・フォークナー
ウィリアム・カスバート・フォークナー（William Cuthbert Faulkner, 本名: Falkner, 1897年9月25日 - 1962年7月6日）は、アメリカ合衆国の小説家。ヘミングウェイと並び称される20世紀アメリカ文学の巨匠であり、南部アメリカの因習的な世界を「意識の流れ」を初めとする様々な実験的手法で描いた。代表作に『響きと怒り』、『サンクチュアリ』、『八月の光』、『アブサロム、アブサロム!』など。1949年度ノーベル文学賞受賞。
フォークナーはその生涯の大半をミシシッピ州ラファイエット郡の田舎町オックスフォードにある自宅「ローアン・オーク」（Rowan Oak）で過ごしており、彼の作品の大部分は同地をモデルにした架空の土地ヨクナパトーファ郡ジェファソンを舞台にしている。これらの作品はオノレ・ド・バルザック的な同一人物再登場法によって相互に結び付けられ、その総体はヨクナパトーファ・サーガと呼ばれる。
弟のジョン・フォークナーも作家で、一時は兄を上回る人気作家であった。ジョンは兄の死の直後の1963年、兄についての回顧本『響きと怒りの作家―フォークナー伝』を執筆している。

## 生涯

### 前半生
1897年、ミシシッピ州の田舎町ニューオールズバニーに生まれる。4人兄弟の長男で、2番目の弟ジョン・ウェズレーも後に作家となる。フォークナーの父は、当時は曽祖父が開業した地方鉄道の駅長をしており、フォークナー家がミシシッピ州に移ったのは、この曽祖父の代からである。曽祖父ウィリアム・クラークは、弁護士として名を挙げ、南北戦争の際には義勇軍の隊長として出征、戦後は弁護士の傍ら事業や議会に進出し、さらに小説や紀行を書きベストセラーとなるなどした傑物であり、幼いフォークナーの尊敬の的であった。
一家は、ウィリアムが生まれた翌年にニューオールズバニーの北に位置するリプレーに移ったが、ウィリアム5歳のとき、祖父が地方鉄道の事業を手放したことから、父が駅長を辞め、その関係でさらに同州オックスフォードに移った。以後、フォークナーは、生涯のほとんどをこの地で過ごすことになる。彼は、10歳の頃から詩作をはじめたが、その反面学校での勉強には興味が持てず、高校を1年で中退している。しかし、その前後にフィリップ・ストーンという4歳年上の法学生との交友が始まり、文学への関心が深かった彼の手ほどきで、豊かな文学的教養を身につけることができた。
一時祖父の経営する銀行に勤めるなどしていたフォークナーは、第一次大戦勃発後に軍への入隊を希望し、1918年7月に英空軍に入ると訓練生としてカナダのトロントに送られている。しかし、同年11月に戦争が終わったため、実戦に出向く機会のないまま少尉に特別進級し除隊となった。この際、復員兵に対する特別措置を利用し、翌年9月にミシシッピ大学に入学する。教養学科の授業を受けるがほとんど興味がもてず、1年で退学。しかし、この頃から大学の新聞雑誌に詩や小品を発表し始める。大学中退後は、一時ニューヨークに赴いて書店で働き（この時の店の支配人が後述のアンダーソンと後に結婚する）、短期間で戻って1921年にミシシッピ大学の郵便長となるが、1924年に免職となった。この年に、ストーンの尽力で第一詩集『大理石の牧神』を出版している。

### 作家活動
1925年、ストーンの勧めでヨーロッパ旅行を思い立つが、その準備のために滞在したニューオーリンズで、シャーウッド・アンダーソンと知り合い親しくなる。彼からの紹介でこの地の雑誌・新聞などに作品を発表し、またこの交友が刺激になって長編小説に着手した。また滞在先で知り合ったヘレン・ベアードに恋をし、ヘレンに向けた詩集を執筆する。1926年、アンダーソンの紹介で最初の長編小説『兵士の報酬』を出版し、翌年に第2作『蚊』を出版したが同作はボストンでは禁止された。

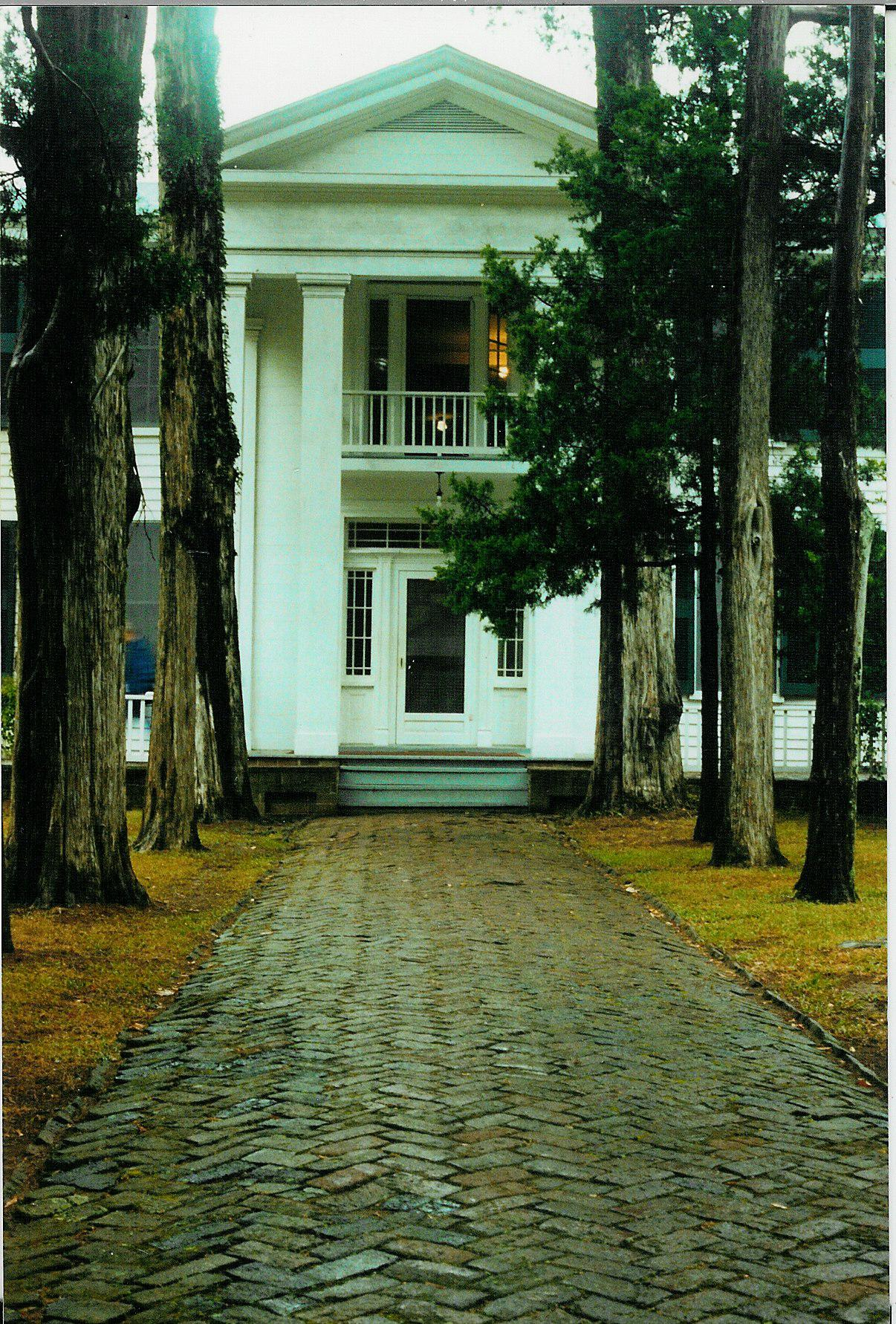
フォークナーの住居「ローアン・オーク」のエントランス

1929年、長編第3作にして「ヨクナパトーファ・サーガ」の第1作に当たる『サートリス』を刊行した。同年に代表作の一つである『響きと怒り』を完成する。しかし、ここまで作品はほとんど売れず、傑作とされる『響きと怒り』も、当時はごく一部の批評家から賞賛を受けたのみであった。この年、幼なじみで離婚していた女性エステル・オールダムと結婚。二人の連れ子を引き取り、翌年オックスフォードに家を買って移り住む。この家は、南北戦争以前に建造された町で最も古い家屋の一つで、フォークナーはこれを「ローアン・オーク」と呼んで終の住処とした。以後、中短編とともに、『死の床に横たわりて』（1930年）、『サンクチュアリ』（1931年）、『八月の光』（1932年）、『アブサロム、アブサロム!』（1936年）と傑作を発表していくが、当時フランスで紹介されて評価を受けるなどしたものの自国では評判が得られず、生活のために週給500ドルでハリウッド（Hollywood）の台本書きの仕事を始める。これ以後、1945 年まで長短10 回滞在することになる。ハリウッドの華やかで異質な世界は、戦争もののジャンルを含めて映画的手法を彼に教え、また結婚生活や深南部の片田舎の日常からの息抜きの場所ともなる。映画監督ハワード・ホークス（Howard Hawks,1896-1977）と知り合いになり、彼の監督作品『脱出』、『三つ数えろ』などの脚本を手掛けている。そのような状況からの転機となったは、マルカム・カウリーによって1946年に編まれた1巻本の選集『ポータブル・フォークナー』である。この書籍の出版によって、フォークナーは急激に注目され、ほとんどが絶版になっていた著書が次々に復刊、1950年に、ノーベル文学賞（1949年度）の栄誉へと続いていくことになった。
1955年8月には来日し、長野市で開催された「アメリカ文学セミナー」において自作について述べた際に、第二次大戦で負けた日本と、南北戦争で負けた自身の郷里であるアメリカ南部は似通った宿命を背負っていると述べ、ここ十年間に次々と日本の新進文学者が誕生するだろうと示唆した。この時期、東京や京都でも日本の文化人と会談した。1962年6月、最後の作品で「サーガ」最後の作品でもある『自動車泥棒』を出版。同年7月、落馬事故により血栓症を発症し、心筋梗塞によりオクスフォードに近いバイハリアの病院で死去。没年64歳。

## 人物・エピソード
- あまり背の高くない中肉中背の人物であったが、骨格はたくましかった。
- 1959年夏に来日した際には、ウィスキーとパイプ煙草をほとんど手もとから離さなかった。フォークナーは愛煙家で知られ、パイプ煙草を喫煙する写真が多数残されている[3][4]。
- もっとも尊敬している作家はマーク・トウェインである。
- 愛読書は『ドン・キホーテ』、『白鯨』、『ボヴァリー夫人』、『カラマーゾフの兄弟』、『旧約聖書』、シェイクスピア、チャールズ・ディケンズ、ジョゼフ・コンラッドであり、二, 三年おきに読み返していた。

## 作風・影響

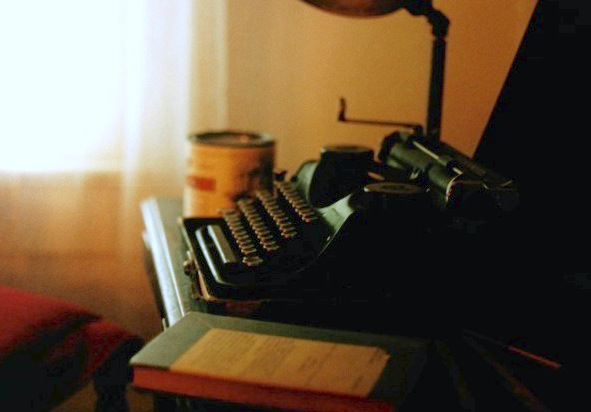
「ローアン・オーク」の仕事場に置かれた愛用のタイプライター

フォークナーの最初の長編『兵士の報酬』（1926年）は、第一次大戦で記憶を失った青年の物語というロスト・ジェネレーションらしい主題の作品、また第2作『蚊』（1927年）はハックスレー風の風刺的な小説である。フォークナーが独自の作品世界を生み出し始めるのは、第3作『サートリス』（1929年）からとなる。ヨクナパトーファ・サーガ第1作に当たるこの作品は、主題自体は第1作に近いが、旧家であるサートリス家の没落を、主人公の曽祖父の因縁の物語として多くの自伝的要素を盛り込みつつ書き起こしており、以後の独自の文学的世界へと踏み出す端緒となった。
続く第4作『響きと怒り』（1929年）で、フォークナーは作品の表現形式を一変させる。この作品では章ごとに別の語り手をおき、ことに冒頭の章に白痴の人物を語り手に置くことによってまず混乱した情景を提示し、それが他の章を読み進めるに連れて次第に物語が明確化していくという構成をとり、またこの作品から「意識の流れ」の手法によって、語り手の現実的な視点に回想や意識下の思考（これらはしばしばイタリック体で書かれている）を挿入することによって語りを重層化させる試みが行なわれている。そしてこれらに加えて、ある作品で主役として登場した人物を他の作品で言及したり、あるいは主要人物として再登場させるといった方法で各作品を結びつけ、作品世界に広がりを持たせている。
『響きと怒り』の語り手の一人クェンティン・コンプソンが再登場する『アブサロム、アブサロム!』（1936年）では、南北戦争の頃に南部にやってきた怪物的人物サトペンの一家の崩壊を、現代の若者であるコンプソンが関係者の証言を聞き、複数の証言者の語りが重なることによって再構成されていくという構造を取る。このほか「サーガ」外の『野生の棕櫚』では、「野生の棕櫚」と「オールド・マン」という別個の作品を1章ずつ交互に提示して1冊にまとめるといった実験的手法が試みられた。
このようなフォークナーの重層的な物語手法や方法実験、土俗的・因習的な主題を持つ物語世界は後世の多くの作家に影響を与えており、その中にはトニ・モリソン、ガブリエル・ガルシア＝マルケス、莫言、日本人では井上光晴、大江健三郎、中上健次といった作家が含まれる。日本での著名な研究者は大橋健三郎や平石貴樹などである。

## 主要著作
※はヨクナパトーファ・サーガの構成作品である。

### 長編小説
| タイトル                | 原題                   | 出版年 | 出版元                         |
| ----------------------- | ---------------------- | ------ | ------------------------------ |
| 兵士の報酬              | Soldier's Pay          | 1926年 | Boni & Liveright               |
| 蚊                      | Mosquitoes             | 1927年 | Boni & Liveright               |
| サートリス              | Sartoris               | 1929年 | Harcourt, Brace                |
| 響きと怒り              | The Sound and the Fury | 1929年 | Jonathan Cape & Harrison Smith |
| 死の床に横たわりて      | As I Lay Dying         | 1930年 | Jonathan Cape & Harrison Smith |
| サンクチュアリ          | Sanctuary              | 1931年 | Jonathan Cape & Harrison Smith |
| 八月の光                | Light in August        | 1932年 | Smith & Haas                   |
| 標識塔(パイロン)        | Pylon                  | 1935年 | Smith & Haas                   |
| アブサロム、アブサロム! | Absalom, Absalom!      | 1936年 | ランダムハウス                 |
| 野生の棕櫚              | The Wild Palms         | 1939年 | ランダムハウス                 |
| 村                      | The Hamlet             | 1940年 | ランダムハウス                 |
| 墓地への侵入者          | Intruder in the Dust   | 1948年 | ランダムハウス                 |
| 尼僧への鎮魂歌          | Requiem for a Nun      | 1951年 | ランダムハウス                 |
| 寓話                    | A Fable                | 1954年 | ランダムハウス                 |
| 町                      | The Town               | 1957年 | ランダムハウス                 |
| 館                      | The Mansion            | 1959年 | ランダムハウス                 |
| 自動車泥棒              | The Reivers            | 1962年 | ランダムハウス                 |

### 短編集
- エミリーに薔薇を（A Rose for Emily、1930年）『フォーラム』誌掲載
- これら十三篇（英語版）（These 13、1931年）
- 医師マルティーノ、他（Doctor Martino and Other Stories、1934年）十四の短編を集めた本
- 征服されざる人々（英語版）（The Unvanquished、1938年）※
- 行け、モーゼよ、その他（英語版）（Go Down, Moses、1942年）※
- ポータブル・フォークナー（The Portable Faulkner、マルカム・カウリー編纂・1946年）※
  - それまでのヨクナパトーファ・サーガからの抜粋。ほぼ時系列順に、複雑なサーガ全体を概観できる。
- 駒さばき（Knight's Gambit、1949年）（邦題『ナイツ・ギャンビット』とも）
- フォークナー短編集（Collected Stories of William Faulkner、1950年）
- 大森林（Big Woods、1955年）（邦題『大いなる森』とも）
- ニューオリンズ・スケッチ（New Orleans Sketches、1955年）

### 詩集、エッセイ、その他
- 大理石の牧神（The Marble Faun、1924年）
- 緑の大枝（A Green Bough、1933年）四十四編
- ミシシッピー（自伝エッセイ、1954年）
- ウィリアム・フォークナー ニューオリンズスケッチ集（カーヴェル・コリンズ編、1958年）
- ねがいの木（娘のために書いた物語、1964年）

### 映像脚本
- 最後の奴隷船（ジョージ・S・キングの小説、1937年）
- 待つと待たぬと（ヘミングウェイの小説、1945年） ジュールズ・ファースマンと共同執筆

## 映画脚本
- 永遠の戦場（The Road to Glory, 1936年)
- 脱出（To Have and Have Not, 1944年)
- 三つ数えろ（The Big Sleep, 1946年)
- ピラミッド（Land of the Pharaohs, 1955年)

## 全集・作品集
- 『フォークナー全集』 冨山房（全27巻）、完結1997年
- 『ポータブル・フォークナー』、マルカム・カウリー編、河出書房新社、2022年

### 回想評伝
- ロバート・A・ジェリフ編『Faulkner at Nagano. 長野のフォークナー』研究社、1956年。英文文献
- ジョン・フォークナー『響きと怒りの作家 フォークナー伝』佐藤亮一訳、荒地出版社、1964年
- マルカム・カウリー編・解説『フォークナーと私 書簡と追憶 1944-1962』大橋健三郎・原川恭一訳、冨山房、1968年
- ジョエル・ウィリアムソン『評伝 ウィリアム・フォークナー』水声社、2020年。大著・8名での訳
- 『ウィリアム・フォークナーの日本訪問 冷戦と文学のポリティクス』松籟社、2022年。相田洋明編著、全8名の論考